# Thomisus angustifrons
Thomisus angustifrons es una especie de araña cangrejo del género Thomisus, familia Thomisidae. Fue descrita científicamente por Lucas en 1858.

## Distribución
Esta especie se encuentra en Gabón.